# Герман I (ландграф Тюрингии)
Герман I (нем. Hermann I; ок. 1155 — 25 апреля 1217, Гота) — ландграф Тюрингии с 1190, пфальцграф Саксонии с 1181, второй сын ландграфа Людвига II Железного и Юдит фон Гогенштауфен, дочери герцога Швабии Фридриха II Одноглазого.

## Биография
Вместе со старшим братом Людвигом III Герман воспитывался при французском дворе.
После смерти в 1179 году пфальцграфа Саксонии Адальберт фон Зоммершенбурга император Фридрих I Барбаросса на рейхстаге в Гелнхаузене 6 апреля 1180 года передал саксонское пфальцграфство ландграфу Тюрингии Людвигу III, который в 1181 году уступил титул своему брату Герману.
Вместе со своим братом Людвигом III Герман предпринял неудачный поход против Генриха Льва. После смерти Людвига в 1190 году Генрих унаследовал Тюрингию.
В 1197 году Герман собрался в крестовый поход, который организовал император Генриха VI. Однако из-за внезапной смерти императора поход не состоялся.
После смерти Генриха VI в Германии началась борьба за корону между Филиппом Швабским и Оттоном Брауншвейгским. Как и многие другие имперские князья Герман лавировал между разными сторонами. В течение 12 лет он поменял сторону 7 раз, чем сильно поколебал свой авторитет. Одновременно он пытался увеличить свои владения.
При возникновении распри императора Оттона IV с папой Иннокентием III Герман собрал в Нюрнберге нескольких имперских князей и графов, которые решили низложить Оттона и выбрали Фридриха II Гогенштауфена. Вследствие этого саксонцы восстали против Германа и многие вассалы отказались от него; его спасла только быстрая помощь Фридриха II.
Герман I покровительствовал искусствам и сам был миннезингером. Он способствовал переработке на немецкий язык французской литературы. При дворе Германа в Вартбурге жили многие миннезингеры, в том числе Вальтер фон дер Фогельвейде и Вольфрам фон Эшенбах.
Умер Герман 25 апреля 1217 года в Готе и был похоронен в монастыре Св. Екатерины в Эйзенахе. Ему наследовал старший сын Людвиг IV Святой.

## Семья
1-я жена: с 1182 года София фон Зоммершенбург (ум. 1189/1190), дочь Фридриха II фон Зоммершенбурга, пфальцграфа Саксонии, вдова Генриха I, графа Веттина. Дети:
- Ютта (ок. 1183 — 6 августа 1235); 1-й муж: с 1194 Дитрих I Угнетённый (ок. 1162 — 17 февраля 1221), маркграф Мейсена и Нидерлаузица с 1197; 2-й муж: с 3 января 1223 Поппо VII (ум. 21 августа 1245), граф фон Хеннеберг
- Гедвига (ум. 1247); муж: с 1211 Альбрехт II (1183 — 18 декабря 1244), граф Орламюнде с 1206

2-я жена: с 1196 года София фон Виттельсбах (ум. 10 июля 1238), дочь герцога Оттона I Баварского. Дети:
- Ирмгарда (ок. 1197 — ок. 1244); муж: с 1211 Генрих I Толстый (ок. 1070 — 8 мая 1251/17 мая 1252), граф Ангальта с 1212
- Герман (до 1200 — 31 декабря 1216)
- Людвиг IV Святой (28 октября 1200 — 11 сентября 1227), ландграф Тюрингии и пфальцграф Саксонии с 1217
- Генрих IV Распе (ок. 1204 — 19 февраля 1247), ландграф Тюрингии и пфальцграф Саксонии с 1241, антикороль Германии с 1246
- Агнес (ок. 1205 — 24 февраля до 1244); 1-й муж: с 1225 Генрих Жестокий фон Бабенберг (1208 — 3 января 1228); 2-й муж: после 1229 Альбрехт I (ум. 27 сентября/7 ноября 1260), герцог Саксонии с 1212
- Конрад (ок. 1206 — 24 июля 1241), Великий Магистр Тевтонского ордена